# Łomnica Pierwsza
Łomnica Pierwsza – część wsi Łomnica, położona w województwie wielkopolskim, w powiecie czarnkowsko-trzcianeckim, w gminie Trzcianka. Wchodzi w skład sołectwa Łomnica.
W latach 1975–1998 Łomnica Pierwsza administracyjnie należała do województwa pilskiego.